# Stuoraxidae
Stuoraxidae zijn een uitgestorven familie van weekdieren uit de klasse van de Gastropoda (slakken).

## Taxonomie
De volgende geslachten zijn bij de familie ingedeeld:
- † Stuoraxis Bandel, 1994
- † Arnpezzogyra Bandel, 1994